# Kecerovce
Kecerovce est un village de Slovaquie situé dans la région de Košice.

## Histoire
Première mention écrite du village en 1567.

## Démographie

### Évolution de la population
| Année:               | 1994. | 2004.    | 2014.    | 2024.    |
| -------------------- | ----- | -------- | -------- | -------- |
| Nombre de personnes: | 1937  | 2582     | 3283     | 4076     |
| Différence:          |       | +33,29 % | +27,14 % | +24,15 % |

| Année:               | 2023. | 2024.   |
| -------------------- | ----- | ------- |
| Nombre de personnes: | 3973  | 4076    |
| Différence:          |       | +2,59 % |